# Фіґоль Атанас Іванович
Атана́с-Юрій Іва́нович Фі́ґоль (11 травня 1908, Коломия, Королівство Галичини та Володимирії, Австро-Угорщина — 31 липня 1993, Мюнхен, Баварія, ФРН) — український громадсько-політичний діяч, педагог.

## Життєпис
Народився у Коломиї, син о. Івана Фіґоля та Стефанії Галущинської.
Студентський діяч у Львові, протягом 1941—1945 років працював у представником УЦК у Німеччині. З 1945 року жив у еміграції у Мюнхені.
Пластовий діяч (1945—1952 роки голова Союзу українських пластунів у екзилі і керівник видавництва «Молоде життя», в якому виходить «Енциклопедія українознавства»), член куреня «Лісові Чорти».
З 1955 року економічний референт НТШ в Європі і редактор «Вістей із Сарселю».
У 1966—1968 роках — голова Виконавчого Органу Державного Центру УНР в екзилі. Доцент (з 1966 року) і професор УТГІ.
У 1976—1981 голова Українського демократичного руху. Статті на економічну (зокрема про кібернетику) і громадські теми.

## Доробок
- Фіґоль Атанас. Кібернетика її виникнення та значення / А. Фіґоль. — Мюнхен : (Б.в.), 1966. — 45 с.
- Фіґоль Атанас. Пластовий Конгрес Другий 1965—1979 // Український самостійник. — грудень 1970. — Число 160. — С. 1—18.
- Фіґоль А. Ідеологічні основи сеніорського руху // Записки українського пластуна. — 1946. — Число 15. — С. 1—18.
- Фіґоль Атанас. Крути // Студентський шлях. — 1933. — Число 1 (21). — С. 4—11.
- А. Фіґоль Львівський Державний Університет ім. І. Франка // Енциклопедія українознавства : Словникова частина : [в 11 т.] / Наукове товариство імені Шевченка ; гол. ред. проф., д-р Володимир Кубійович. — Париж — Нью-Йорк : Молоде життя, 1962. — Кн. 2, [т. 4] : Крушельницький — Місто (початок). — С. 1420—1421. — ISBN 5-7707-4049-3..